# Misbehaving Husbands
Misbehaving Husbands est un film américain réalisé par William Beaudine, sorti en 1940.

## Synopsis
Henry Butler, propriétaire distrait d'un grand magasin, oublie son anniversaire de mariage et travaille tard. Il rate la fête surprise organisée par sa femme. Il doit réparer un mannequin de magasin, et dans la rue, il est repéré, avec le mannequin, par une amie de sa femme qui pense qu'Henry accompagne une étrange blonde. D'autres passants pensent qu'il s'agit d'une victime de meurtre et appellent la police.

## Fiche technique
- Réalisation : William Beaudine
- Scénario : Cea Sabin, Vernon Smith et Claire Parrish
- Producteur : Jed Buell (en)
- Photographie : Arthur Reed
- Montage : Robert O. Crandall
- Distributeur : Producers Releasing Corporation
- Durée : 65 minutes
- Date de sortie : 
  - États-Unis : 20 décembre 1940

## Distribution
- Harry Langdon : Henry Butler
- Betty Blythe : Effie Butler
- Ralph Byrd : Bob Grant
- Esther Muir : Grace Norman
- Gayne Whitman : Gilbert Wayne
- Luana Walters : Jane Forbes
- Gig Young : Floor Walker
- Frank Hagney : Gooch Mulligan
- Fred Kelsey : Sgt. Murphy
- Mary MacLaren : Gossiping Friend
- Gertrude Astor : Gossiping Friend